# Claude-Joseph Dorat
Pour les articles homonymes, voir Dorat.
Claude-Joseph Dorat, dit le « chevalier Dorat », né le 31 décembre 1734 à Paris où il est mort le 29 avril 1780, est un poète, dramaturge et romancier français.

## Biographie
Né dans une famille de robe, son père était conseiller du roi et sa mère Jeanne Fournel de la Roche était fille d'un avocat au Parlement, après avoir d’abord intégré, selon le souhait de ses parents, le barreau, il ne tarda pas à quitter cette carrière peu conforme à ses goûts, pour entrer chez les mousquetaires du Roi en 1757-1758. Il renonça néanmoins bientôt à cette dernière carrière par complaisance pour une vieille tante janséniste, qui ne croyait pas possible de faire son salut sous cette brillante casaque, mais dont il devait hériter, ce qui lui fit dire plaisamment :
Peut-être, sans Jansénius,

J’eusse été maréchal de France.
 La philosophie, les muses et l’amour eurent bientôt consolé Dorat qui, livré de bonne heure à lui-même, avec une fortune très suffisante pour un homme de lettres ne désirant que de l’aisance et de la liberté, se mit à fréquenter le monde des lettres, du théâtre et des femmes à la mode où il épuisa son patrimoine en dépenses dans ses plaisirs et dans l’impression de ses ouvrages. Publiant dans de nombreux genres différents : poèmes, tragédies, comédies, contes, fables, épitres, odes, héroïdes dans le genre d’Ovide, madrigaux, grands vers et vers légers, son entrée en littérature fut une ode sur le Malheur, bientôt suivie de quelques héroïdes. En 1754, âgé de vingt ans, il écrivit sa première pièce, Zulica, qui fut représentée en 1760. Crébillon père, alors censeur royal des spectacles, la prit si bien sous sa protection, qu’il se chargea de refaire le cinquième acte. Les quatre premiers actes furent bien reçus avec transport, mais le cinquième échoua. Il fit reparaitre cette tragédie dans la suite sous le titre de Pierre-le-Grand. Après cet échec, il donna, chaque mois, quelque production nouvelle, célébrant tous les évènements par des vers rapidement oubliés.
Sa tragédie Régulus et sa comédie la Feinte par amour eurent quelque succès au théâtre, mais il avait eu la faiblesse d’acheter les applaudissements des loges et du parterre, ce qui eut pour désagrément d’achever de ruiner sa fortune déjà fort épuisée, tout en fournissant encore à ses ennemis de nouveaux moyens de le tourner en ridicule. Repoussé de tous côtés par ses rivaux, maltraité par le public, il n’imputa ses mauvais succès qu’à l’acharnement d’une cabale ennemie et tenta de l’emporter sur elle par des travaux multipliés, donnant, dans l’espace de peu d’années Adélaïde de Hongrie, le Célibataire, le Malheureux imaginaire, le Chevalier français à Turin, le Chevalier français à Londres, Roséide et Pierre-le-Grand, sans compter quelques autres pièces reçues, mais non représentées, telles que Zoramis, les Prôneurs, Alceste, etc. Toutes les pièces qu’il fit jouer eurent au moins le succès de plusieurs représentations mais, à chaque nouveau succès, on lui appliquait ce mot : « Encore une pareille victoire, et nous sommes ruinés. »

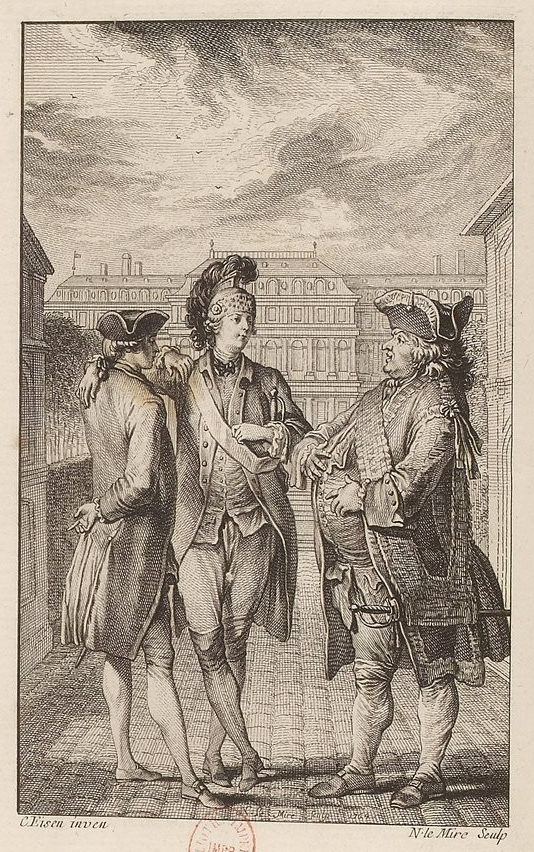
Dorat, à gauche, avec Pezay, en uniforme de dragon au centre. Gravure d’Eisen d’après Noël Le Mire.

Lié avec Fréron et prôné par L'Année littéraire, il se déclara l’ennemi des philosophes et présenta, en 1777, un salon philosophique dans les Preneurs ou le Tartuffe littéraire qui lui firent une rude guerre et eut contre lui les Encyclopédistes qui l’attaquèrent vivement, et dont l’influence l’empêcha d’arriver à l’Académie française, de là les rigueurs de Melchior Grimm, et surtout les diatribes de La Harpe. Il fut accablé d’épigrammes, car facile et doux dans la société, Dorat y cherchait moins à briller qu’à plaire, et se fit beaucoup d’ennemis par imprudence, par indiscrétion, quelquefois même par maladresse. Sur la fin de ses jours, aigri par des critiques impitoyables, et par les petites tracasseries littéraires qu’un poète regarde toujours comme de véritables persécutions, il se laissa même aller à repousser la haine par la haine, et l’injure par l’injure. En risquant sans cesse de déplaire ou à ses maitres ou ses rivaux, il ne pouvait supporter l’idée d’être mal avec eux, et ne cherchait que les occasions de s’en rapprocher. Ainsi, après avoir plusieurs fois insulté fort lestement l’Académie, il fit toutes les démarches dont il était capable pour obtenir un fauteuil académique. Linguet, qui s’était cru, assez intimement lié avec lui pour le voler sans conséquence ; La Harpe, à qui il avait rendu des services qu’on ne reçoit que de ses meilleurs amis, et qui l’avait payé de la plus noire ingratitude, ne purent, malgré tous leurs torts, refroidir sa bienveillance au point de l’empêcher de revenir toujours à eux. Les épigrammes lancées contre lui, notamment par La Harpe et Rulhière, sont si considérables qu’elles formeraient un volumineux recueil.
En mars 1777, non content d’avoir L'Année littéraire à ses ordres, Dorat voulut avoir un journal en titre et reprit à Mercier la direction du Journal des Dames fondé, en 1759, par Thorel de Campigneulles, et en fut le rédacteur, jusqu’en juin 1778. Ayant pris pour modèle, Voltaire, dont il différait pourtant passablement, il a suscité un grand nombre de poètes, comme Pezay, Vigée, Demoustier, Laus de Boissy, Bernis, Labouïsse, Beauharnais ou Cubières auxquels on a donné le nom d’« école de Dorat ».
Dorat publia la plupart de ses ouvrages avec de nombreuses gravures par Clément-Pierre Marillier et Charles Eisen, ce qui en fit des chefs-d’œuvre d’art et de luxe typographique. L’abbé Galiani disait à ce sujet que le poète « se sauvait du naufrage de planche en planche ». Ainsi le seul recueil de ses fables lui couta plus de trente mille livres pour les estampes de Marillier et d’Eisen mais, malgré les images, le livre ne se vendit pas, et si la réputation du poète y gagna, sa fortune finit par s’y perdre,. Une fois tombé dans la misère, il vécut des bienfaits de sa maitresse Fanny de Beauharnais, dont il faisait en partie les vers, passant ses dernières années dans le chagrin, en dispute avec les comédiens, dont il finissait toujours par être le débiteur, en procès avec ses libraires, qu’il avait ruinés par le luxe des planches et des culs de lampe dont il avait la manie de décorer ses moindres productions, harcelé par ses créanciers, et plus encore par quelques journalistes acharnés contre lui, en proie aux récriminations, épuisé de travail et de plaisir, s’efforçant toujours de soutenir, en dépit des circonstances, les prétentions de la philosophie insouciante et légère qui lui devenait, de jour en jour, à la fois de plus nécessaire et plus pénible à afficher. Quoi qu’il en pût lui en couter, il joua jusqu’à la fin son rôle avec assez de courage. Il était déjà mourant, et qui plus est ruiné, qu’il se ruinait encore pour une petite intrigue cachée, sans être moins assidu ni chez Fanny de Beauharnais, ni chez Alexandrine Fanier de la Comédie-Française, avec qui l’on assure qu’il était secrètement marié ; il était déjà mourant, qu’il travaillait encore avec Fanny de Beauharnais, à l’Abailard supposé, et qu’il n’en était pas moins occupé d’un poème épique, de ses dernières tragédies, de son Voltaire aux Welches, etc. Deux heures avant sa mort, il voulut faire encore sa toilette comme de coutume, et c’est dans son fauteuil, bien coiffé, bien poudré, qu’il rendit le dernier soupir. Au physique, il était, selon Grimm, dans sa Correspondance, « d’une taille médiocre, mais svelte et leste, sans avoir des traits fort distingués, avait de la finesse dans le regard, et je ne sais quel air de douceur et de, légèreté assez original, assez piquant. » Le désir de plaire l’éloignait néanmoins continuellement de son but car, pour se donner un air de facilité, et ne se pas déranger de sa manière de vivre extrêmement dissipée, il ne travaillait que la nuit, de sorte que ses productions semblaient ne lui couter à peine que le temps de les écrire.

## Réception

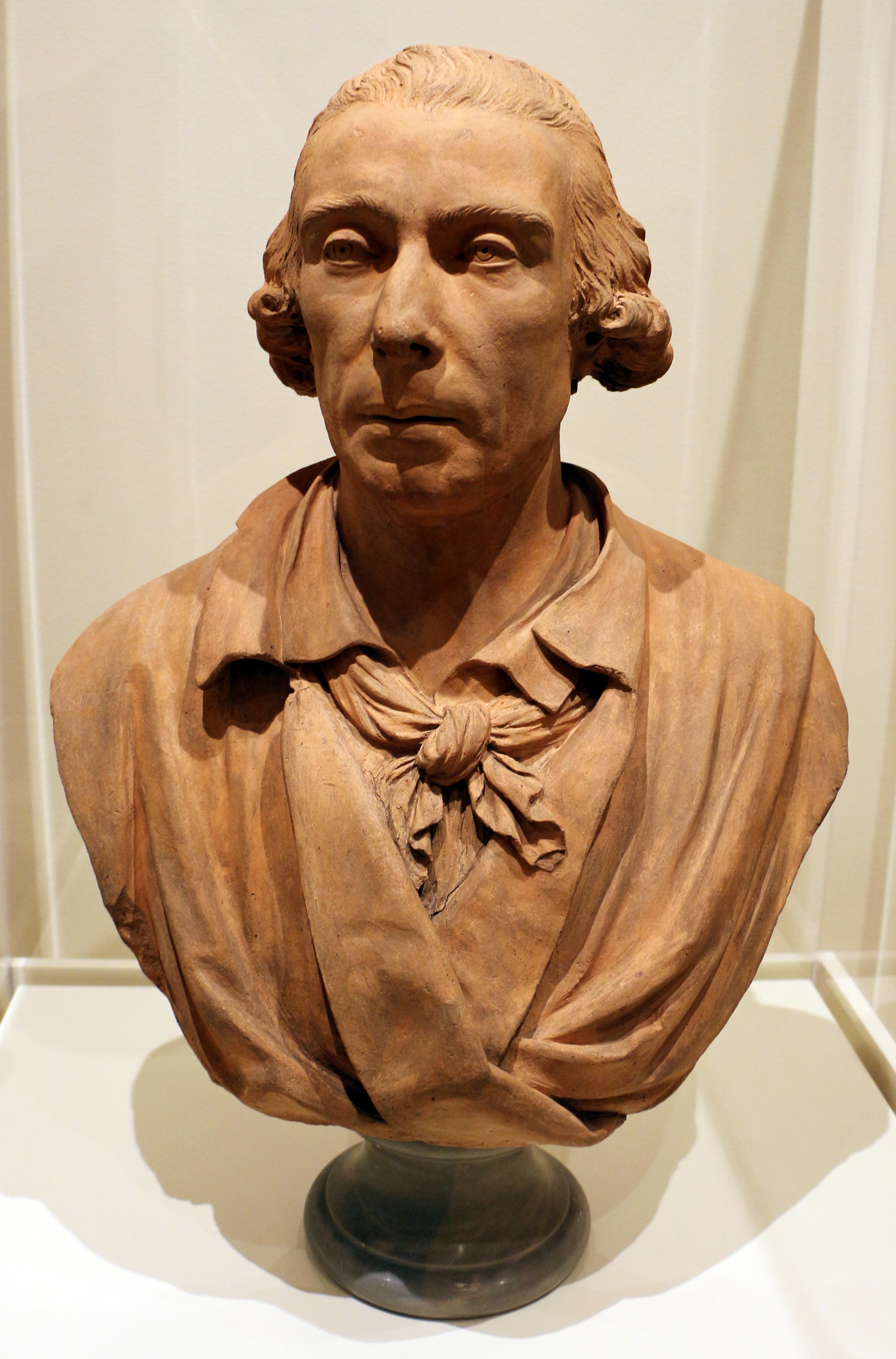
Buste représentant Dorat, par Augustin Pajou.

« Que ce soit de son vivant ou bien au regard de la postérité, Dorat n’aura jamais vraiment échappé à son statut d’auteur mineur et ses œuvres ont fini par tomber dans l’oubli, malgré une prolixité et une versatilité remarquable. » On a reproché à ses ouvrages beaucoup de néologisme, une enluminure fastidieuse, un persiflage outré, des disparités de ton et de gout très choquantes, une manière éternellement semblable. Dans sa Correspondance littéraire, philosophique et critique, le critique Friedrich Melchior Grimm disait de lui : « M. Dorat ne fait peut-être pas trop de vers, écrivait, mais il les fait trop imprimer » ou encore 

« Quand je vois M. Dorat se mettre nonchalamment à son bureau et nous dire : « À l’avenir, je ferai des odes », je dis : « Monsieur Dorat, vous ferez peut-être des vers, mais vous ne ferez point d’odes ». »

 Au sujet de certains de ses petits poèmes, il ajoutait : « C’est un ramage plein de grâces, un sifflement de serin, on ne peut pas plus agréable, mais autant en emporte le vent. » Dans le dernier quart du XXe siècle, néanmoins, les deux romans épistolaires jusque-là négligés de Dorat, les Sacrifices de l’Amour et les Malheurs de l’inconstance ont été réévalués à la faveur d’un changement de point de vue et considérés comme annonciateurs du passage du sentimentalisme de la Julie ou la Nouvelle Héloïse de Rousseau (1761) à l’insensibilité des Liaisons dangereuses de Laclos (1782). Alain Clerval, qui a réédité ces deux romans, en 1983 et 1996, a écrit : « En une vingtaine d’années [...] Dorat aura écrit, infatigable, un nombre impressionnant d’ouvrages, devenus illisibles pour la plupart, si l’on excepte ses romans, remarquables par une maitrise qui annonce Laclos. »

## Galerie

Gravures de Marillier pour les Prôneurs ou le Tartuffe littéraire (éd. originale)
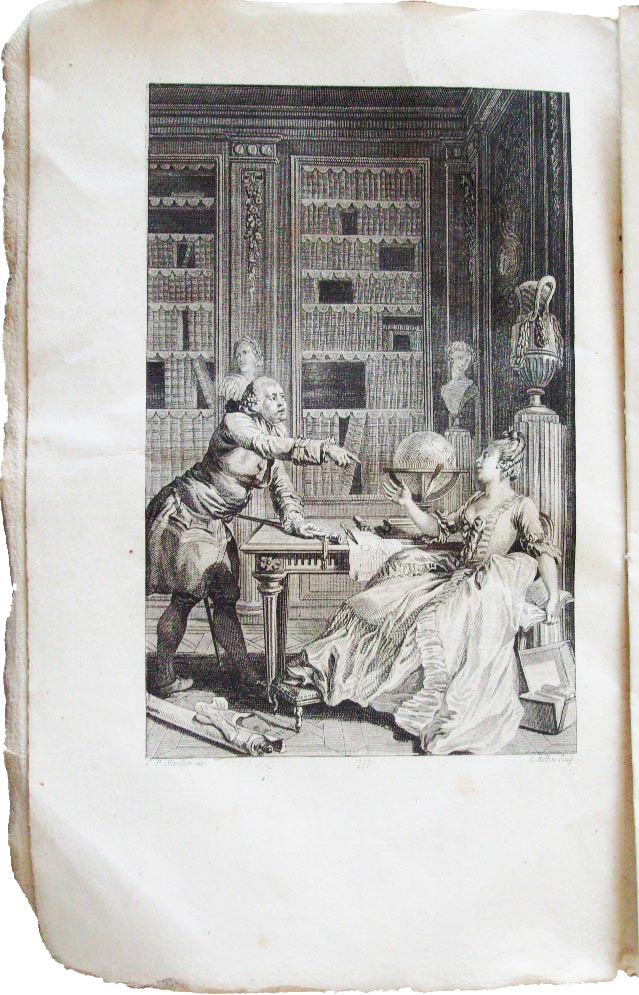
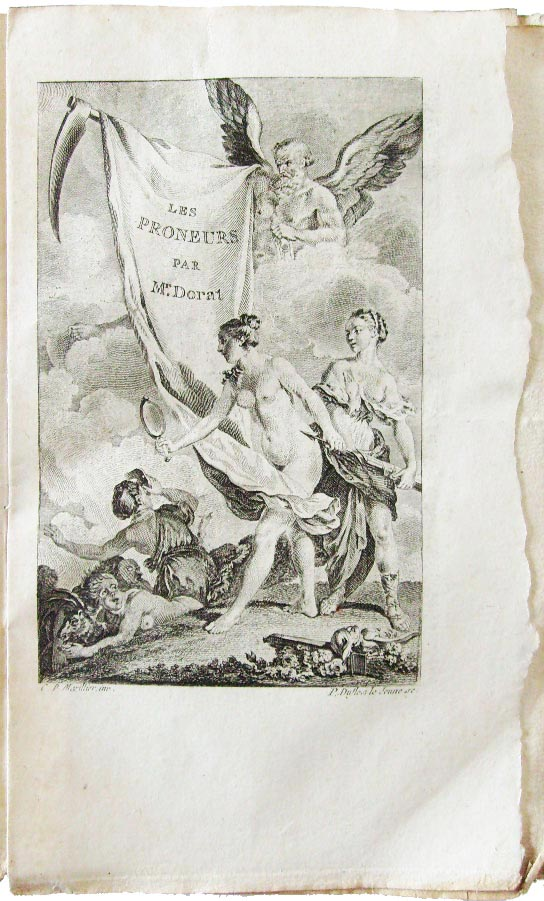
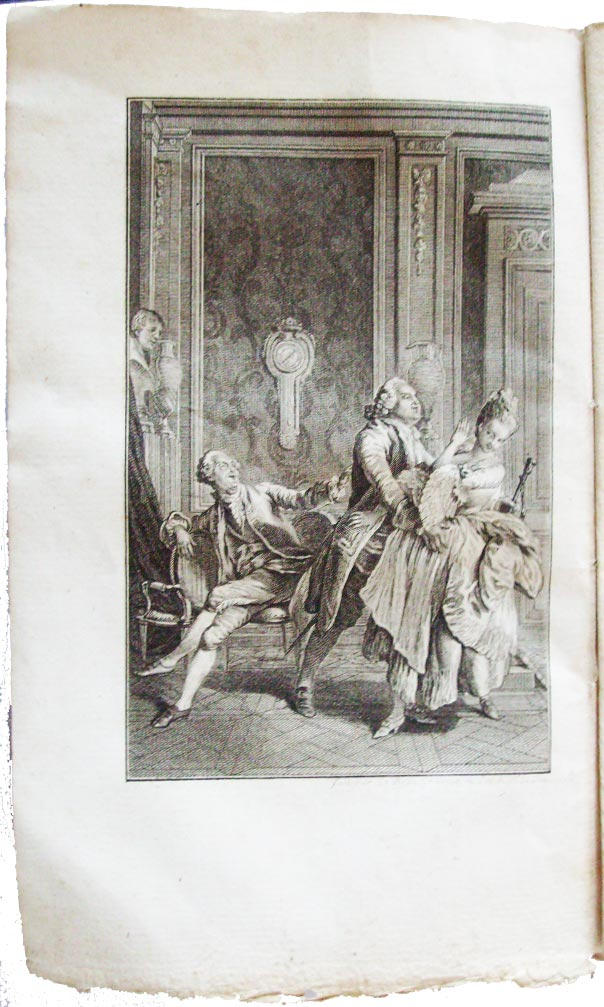
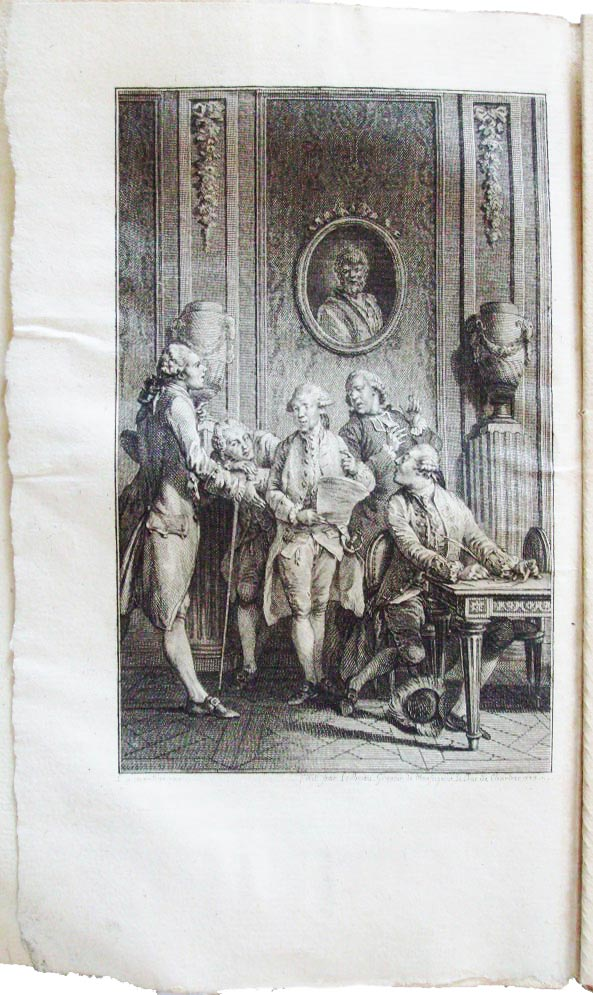

## Publications
Les Œuvres complètes de Dorat furent publiées de son vivant en 20 volumes, de 1764 à 1780, 20 vol. in-8°. Le titre général de la collection porte la date de 1792, quoique ce ne soit que l’édition que Dorat avait donnée lui-même de son vivant, volume par volume, et à différentes époques ; il n’y a que le titre du premier volume qui a changé. Ses Œuvres choisies furent publiées par Sautreau de Marsy, Paris, 1786, 3 vol. in-12, et par Desprez, 1827, in-8°.
- Zulica, tragédie en cinq actes et en vers, représentée pour la première fois en 1760, et remise au théâtre en 1779, avec de légers changements, sous le titre de Pierre le-Grand.
- Théagène et Chariclée, tragédie en trois actes et en vers, jouée la première fois le 2 mars 1763.
- Régulus, tragédie en trois actes et en vers représentée pour la première fois le 31 juillet 1773.
- Adélaïde de Hongrie, tragédie en cinq actes et en vers, le 13 aout 1774.
- Zoramis, tragédie, 1780.
- Alceste, tragédie.
- La Feinte par amour, comédie en trois actes et en vers, représentée pour la première fois le 31 juillet 1775.
- Le Célibataire, comédie en cinq actes et en vers, le 20 septembre 1775
- Le Malheureux imaginaire, comédie en cinq actes et en vers, le 7 décembre	1776
- Le Chevalier français à Londres, comédie en trois actes et en vers, le 21 novembre 1778
- Le Chevalier français à Turin, comédie, le 21 novembre 1778
- Roséïde ou l'Intrigant, comédie, le 2 octobre 1779
- Les Prôneurs ou le Tartuffe littéraire, comédie en trois actes et en vers.Vive satire des personnes composant la société de Julie de Lespinasse, c’est-à-dire le parti philosophique. Dorat la garda plusieurs années dans son portefeuille sans pouvoir la faire représenter. Les philosophes qui n’y étaient pas ménagés, employèrent les hommes puissants de leur parti à empêcher que cette pièce ne soit jouée. Le principal personnage de la pièce est D’Alembert qui, sous le nom de « Callidès », joue le rôle de chef des prôneurs. La scène dans laquelle il initie un jeune adepte aux mystères de l’ordre, est très plaisante. On trouve dans cette pièce quelques portraits tracés d’un pinceau assez vigoureux, entre autres, ceux de Palissot et de Clément de Dijon, dont Dorat avait sujet de se plaindre ; du premier, parce qu’il l’avait fait figurer d’une manière peu avantageuse dans sa Dunciade ; du second, parce qu’il avait fait une critique amère de son poème De la déclamation.
- De la déclamation, poème qui n’était d’abord qu’en un chant, mais que l’auteur a successivement porté à quatre.
- La Wolière, poème érotique.
- Sélim et Sélima, poème érotique.
- Le Mois de Mai, poème érotique.
- Les Tourterelles de Zelmis, poème érotique.
- Volsidor et Zulménie, roman en 2 parties en 1 vo.
- Les Malheurs de l’Inconstance, ou Lettres de la marquise de Syrcé et du comte de Mirbelle, roman épistolaire libertin, 2 parties en 2 vol.Texte salué par le Journal encyclopédique.
- Floricourt, histoire française, roman.
- L’Abailard supposé, roman, en collaboration avec Fanny de Beauharnais.
- Les Sacrifices de l’Amour, ou Lettres de la vicomtesse de Sénanges et du chevalier de Versenay, roman épistolaire en 2 parties en 1 vol., 1772.Ce roman eut beaucoup de succès lors de sa parution, parce qu’on a cru y reconnaitre, dans le personnage de la vicomtesse de Senanges, la marquise de Cassini, qui tint longtemps bureau d’esprit à Paris.
- Le Comte de Comminges, héroïde inspirée du roman éponyme de Claudine Guérin de Tencin, 1764 ;
- Les Dévirgineurs et Combabus, contes en vers précédés par des Réflexions sur le Conte et suivis de Floricourt histoire française, 1765.
- À celle qui se reconnaitra ou Épitre à une jolie lesbienne, Mémoires secrets, 16 octobre 1779.Ce poème adressé à Mademoiselle Raucourt a également été attribué au marquis de Villette ou à l’acteur Monvel.
- Onze héroïdes
- 99 fables, en quatre livres, formant ensemble 2 vol.
- Odes, épitres, contes, essais de traductions en vers, et poésies fugitives.

## Pour approfondir